# Pseudopanurgus rudbeckiae
Pseudopanurgus rudbeckiae is een vliesvleugelig insect uit de familie Andrenidae. De wetenschappelijke naam van de soort is voor het eerst geldig gepubliceerd in 1895 door Robertson.